# Горлиця філіпінська
Горлиця філіпінська (Macropygia tenuirostris) — вид голубоподібних птахів родини голубових (Columbidae). Мешкає на Філіппінах та на Калімантані.

## Опис
Довжина птаха становить 38-41 см (враховуючи довгий хвіст), вага 157-190 г. Голова світло-рудувато-коричнева, тім'я і шия мають рожевуватий відтінок. Верхня частина тіла темно-коричнева, нижня частина тіла рудувато-коричнева. У самців задня частина шиї і бічні сторони грудей чорні, з пурпуровим або зеленуватим відблиском. У самиць задня частина шиї коричнева, відблиск у забрвленні відсутній, на грудях чорні кінчики пер створюють лускоподібний візерунок. Лапи червоні, дзьоб коричневий, райдужки червоні.

## Підвиди
Виділяють чотири підвиди:
- M. t. phaea McGregor, 1904 — острів Калаян[en];
- M. t. tenuirostris Bonaparte, 1854 — Філіппіни;
- M. t. borneensis Robinson & Kloss, 1921 — Калімантан;
- M. t. septentrionalis Hachisuka, 1930 — острови Батан[en], Ітбаят[en] і Сабтанг[en] (північні Філіппіни), острів Ланьюй (Тайвань).

## Поширення і екологія
Філіпінські горлиці живуть в вологих рівнинних тропічних лісах і садах.